# Llista de monuments de Cassà de la Selva
Llista de monuments de Cassà de la Selva inclosos en l'Inventari del Patrimoni Arquitectònic Català pel municipi de Cassà de la Selva (Gironès). Inclou els inscrits en el Registre de Béns Culturals d'Interès Nacional (BCIN) amb la classificació de monuments històrics, els Béns Culturals d'Interès Local (BCIL) de caràcter immoble i la resta de béns arquitectònics integrants del patrimoni cultural català.
| Monument                                                                              | Protecció   | Estil/època                                             | Localització                                                  | Coordenades                                          | Codi?         | Imatge |
| ------------------------------------------------------------------------------------- | ----------- | ------------------------------------------------------- | ------------------------------------------------------------- | ---------------------------------------------------- | ------------- | --- |
| Casa Frigola o Can Selvà, Torre Selvana                                               | BCIN 624-MH | Gòtic tardà, obra popular XVI, XVIII                    | Cassà de la Selva                                             | 41° 53′ 16″ N, 2° 52′ 26″ E / 41.887901°N,2.873955°E | RI-51-0005848 | Casa Frigola (Cassà de la Selva) · Vegeu més fotos d'aquest monument · Carregueu una nova foto d'aquest monument                               |
| Església parroquial de Sant Martí de Tours                                            | BCIL 1991   | Gòtic, renaixement, neoclassicisme XVI-XVII             | Cassà de la Selva Pl. de Sant Pere                            | 41° 53′ 15″ N, 2° 52′ 28″ E / 41.887424°N,2.874558°E | IPA-20885     | Església parroquial de Sant Martí de Tours (Cassà de la Selva) · Vegeu més fotos d'aquest monument · Carregueu una nova foto d'aquest monument |
| Estació de l'antic Carrilet, Estació de ferrocarril de Sant Feliu de Guíxols a Girona | BCIL 1991   | Eclecticisme XIX Final                                  | Cassà de la Selva Pg. del Ferrocarril                         | 41° 53′ 06″ N, 2° 52′ 25″ E / 41.884964°N,2.873629°E | IPA-20888     | Estació de l'antic Carrilet (Cassà de la Selva) · Vegeu més fotos d'aquest monument · Carregueu una nova foto d'aquest monument                |
| Rectoria i Cinema del Casal                                                           | BCIL 1991   | Eclecticisme XIX Final                                  | Cassà de la Selva C. Reverend Joaquim Bosch, 2 - c. Ample, 2  | 41° 53′ 13″ N, 2° 52′ 29″ E / 41.886843°N,2.874764°E | IPA-20889     | Rectoria i Cinema del Casal (Cassà de la Selva) · Vegeu més fotos d'aquest monument · Carregueu una nova foto d'aquest monument                |
| Fàbrica de Gas, Companyia General Enllumenat Gas Acetilè                              | BCIL 1991   | Modernisme XX Inici                                     | Cassà de la Selva C. Primitiu Artigues, 14 - c. Dr. Robert, 2 | 41° 53′ 09″ N, 2° 52′ 33″ E / 41.885903°N,2.875730°E | IPA-20890     | Fàbrica de Gas (Cassà de la Selva) · Vegeu més fotos d'aquest monument · Carregueu una nova foto d'aquest monument                             |
| Escoles Públiques, Agrupació Escolar                                                  | BCIL 1991   | Racionalisme XX Mitjan                                  | Cassà de la Selva Rbla. Onze de Setembre, 59                  | 41° 53′ 04″ N, 2° 52′ 37″ E / 41.884458°N,2.877031°E | IPA-20891     | Escoles Públiques (Cassà de la Selva) · Vegeu més fotos d'aquest monument · Carregueu una nova foto d'aquest monument                          |
| Can Barceló                                                                           | BCIL 1991   | Eclecticisme XIX Final                                  | Cassà de la Selva C. Indústria, 33                            | 41° 53′ 21″ N, 2° 52′ 42″ E / 41.889049°N,2.878243°E | IPA-20892     | Can Barceló (Cassà de la Selva) · Vegeu més fotos d'aquest monument · Carregueu una nova foto d'aquest monument                                |
| Casa dels Canonges                                                                    | BCIL 1991   | Gòtic XV                                                | Cassà de la Selva Pl. Dr. Botet, 2                            | 41° 53′ 16″ N, 2° 52′ 30″ E / 41.887735°N,2.874919°E | IPA-20893     | Casa dels Canonges (Cassà de la Selva) · Vegeu més fotos d'aquest monument · Carregueu una nova foto d'aquest monument                         |
| Can Massa, Can Sucrana                                                                | BCIL 1991   | Barroc XVIII                                            | Cassà de la Selva C. del Raval, 15-17                         | 41° 53′ 12″ N, 2° 52′ 32″ E / 41.886732°N,2.875632°E | IPA-20894     | Can Massa (Cassà de la Selva) · Vegeu més fotos d'aquest monument · Carregueu una nova foto d'aquest monument                                  |
| Can Limbo                                                                             |             | Eclecticisme XIX Final                                  | Cassà de la Selva Puigcogul - ctra. Sant Feliu                | 41° 53′ 11″ N, 2° 52′ 47″ E / 41.886385°N,2.879857°E | IPA-20896     | Carregueu una nova foto d'aquest monument |
| Casa Trinxeria                                                                        | BCIL 2009   | Historicisme, modernisme Josep Balet i Duran XIX (1897) | Cassà de la Selva Pl. de la Coma 16                           | 41° 53′ 20″ N, 2° 52′ 35″ E / 41.888773°N,2.876514°E | IPA-20897     | Casa Trinxeria (Cassà de la Selva) · Vegeu més fotos d'aquest monument · Carregueu una nova foto d'aquest monument                             |
| Societat Cooperativa de Consum                                                        | BCIL 1991   | Eclecticisme XX Inici                                   | Cassà de la Selva C. Barraquetes, 32-34                       | 41° 53′ 18″ N, 2° 52′ 40″ E / 41.888202°N,2.877690°E | IPA-20898     | Societat Cooperativa de Consum (Cassà de la Selva) · Vegeu més fotos d'aquest monument · Carregueu una nova foto d'aquest monument             |
| Sala d'en Galà, Sir Thomas                                                            | BCIL 1991   | Eclecticisme XX Inici                                   | Cassà de la Selva C. del Molí, 5-7 - c. de la Mel, 25         | 41° 53′ 20″ N, 2° 52′ 31″ E / 41.889010°N,2.875296°E | IPA-20899     | Sala d'en Galà (Cassà de la Selva) · Vegeu més fotos d'aquest monument · Carregueu una nova foto d'aquest monument                             |
| Habitatge al carrer Raval, 64                                                         | BCIL 1991   | Eclecticisme XIX Final                                  | Cassà de la Selva C. del Raval, 64                            | 41° 53′ 10″ N, 2° 52′ 39″ E / 41.886101°N,2.877441°E | IPA-20900     | Habitatge al carrer Raval, 64 (Cassà de la Selva) · Vegeu més fotos d'aquest monument · Carregueu una nova foto d'aquest monument              |
| Casa Serra                                                                            | BCIL 1991   | Modernisme, historicisme XX Inici                       | Cassà de la Selva Baixada de Mossèn Jacint Verdaguer, 2       | 41° 53′ 20″ N, 2° 52′ 28″ E / 41.888933°N,2.874441°E | IPA-20901     | Casa Serra (Cassà de la Selva) · Vegeu més fotos d'aquest monument · Carregueu una nova foto d'aquest monument                                 |
| Casa Gironès                                                                          | BCIL 1991   | Neoclassicisme-romàntic XIX Mitjan                      | Cassà de la Selva Ctra. Provincial, 47                        | 41° 53′ 23″ N, 2° 52′ 37″ E / 41.889634°N,2.877079°E | IPA-20902     | Casa Gironès (Cassà de la Selva) · Vegeu més fotos d'aquest monument · Carregueu una nova foto d'aquest monument                               |
| Casa Nadal                                                                            | BCIL 1991   | Modernisme XX (1905)                                    | Cassà de la Selva Rbla. Onze de Setembre, 111                 | 41° 53′ 05″ N, 2° 52′ 28″ E / 41.884852°N,2.874310°E | IPA-20903     | Casa Nadal (Cassà de la Selva) · Vegeu més fotos d'aquest monument · Carregueu una nova foto d'aquest monument                                 |
| Casa Oller                                                                            | BCIL 1991   | Noucentisme XX Inici                                    | Cassà de la Selva Ctra. de Marina, 28                         | 41° 53′ 18″ N, 2° 52′ 46″ E / 41.888258°N,2.879450°E | IPA-20904     | Casa Oller (Cassà de la Selva) · Vegeu més fotos d'aquest monument · Carregueu una nova foto d'aquest monument                                 |
| Casa Figueres                                                                         | BCIL 1991   | Eclecticisme, modernisme XX                             | Cassà de la Selva Pg. Vilaret, 10                             | 41° 53′ 16″ N, 2° 52′ 46″ E / 41.887871°N,2.879529°E | IPA-20905     | Casa Figueres (Cassà de la Selva) · Vegeu més fotos d'aquest monument · Carregueu una nova foto d'aquest monument                              |
| Casa Codolar                                                                          | BCIL 1991   | Eclecticisme XIX Mitjan, XX Inici                       | Cassà de la Selva Ctra. de Marina, 24                         | 41° 53′ 18″ N, 2° 52′ 46″ E / 41.888371°N,2.879432°E | IPA-20906     | Carregueu una nova foto d'aquest monument |
| Can Jubert, Casa Elèctrica Pla                                                        | BCIL 1991   | Noucentisme, modernisme XX Inici                        | Cassà de la Selva C. Major, 5                                 | 41° 53′ 17″ N, 2° 52′ 32″ E / 41.888159°N,2.875467°E | IPA-20907     | Can Jubert (Cassà de la Selva) · Vegeu més fotos d'aquest monument · Carregueu una nova foto d'aquest monument                                 |
| Casa Duran-Olivé                                                                      | BCIL 1991   | Eclecticisme XX Inici                                   | Cassà de la Selva C. Ample, 12                                | 41° 53′ 11″ N, 2° 52′ 29″ E / 41.886497°N,2.874632°E | IPA-20908     | Casa Duran-Olivé (Cassà de la Selva) · Vegeu més fotos d'aquest monument · Carregueu una nova foto d'aquest monument                           |
| Casa Cubó                                                                             | BCIL 1991   | Noucentisme XX Inici                                    | Cassà de la Selva C. Ample, 28                                | 41° 53′ 09″ N, 2° 52′ 28″ E / 41.885933°N,2.874416°E | IPA-20909     | Casa Cubó (Cassà de la Selva) · Vegeu més fotos d'aquest monument · Carregueu una nova foto d'aquest monument                                  |
| Casa Albertí, Can Tou                                                                 | BCIL 1991   | Neoclassicisme XIX Final                                | Cassà de la Selva C. Indústria, 12                            | 41° 53′ 19″ N, 2° 52′ 40″ E / 41.888700°N,2.877671°E | IPA-20910     | Casa Albertí (Cassà de la Selva) · Vegeu més fotos d'aquest monument · Carregueu una nova foto d'aquest monument                               |
| El Rotllo                                                                             | BCIL 1991   | Modernisme XX Inici                                     | Cassà de la Selva C. Molí, 18                                 | 41° 53′ 21″ N, 2° 52′ 30″ E / 41.889213°N,2.875007°E | IPA-20911     | Carregueu una nova foto d'aquest monument |
| Agrupació de cases en filera                                                          | BCIL 1991   | Noucentisme XX Inici                                    | Cassà de la Selva C. Doctor Robert, 17-21                     | 41° 53′ 07″ N, 2° 52′ 33″ E / 41.885241°N,2.875816°E | IPA-20912     | Agrupació de cases en filera (Cassà de la Selva) · Vegeu més fotos d'aquest monument · Carregueu una nova foto d'aquest monument               |
| Casa de les Mesures, les Voltes de les Mesures                                        | BCIL 1991   | Obra popular XV                                         | Cassà de la Selva Travessa de les Mesures, 10                 | 41° 53′ 18″ N, 2° 52′ 28″ E / 41.888388°N,2.874430°E | IPA-20913     | Casa de les Mesures (Cassà de la Selva) · Vegeu més fotos d'aquest monument · Carregueu una nova foto d'aquest monument                        |
| Torre Berdeleta                                                                       |             | Obra popular XV, XVI                                    | Cassà de la Selva Casa núm. 35                                | 41° 52′ 10″ N, 2° 51′ 22″ E / 41.869562°N,2.856234°E | IPA-20914     | Carregueu una nova foto d'aquest monument |
| Can Català del Castell                                                                |             | Obra popular                                            | Cassà de la Selva Casa núm. 26                                | 41° 53′ 40″ N, 2° 53′ 00″ E / 41.894357°N,2.883405°E | IPA-20915     | Carregueu una nova foto d'aquest monument |
| Can Frigola                                                                           |             | Obra popular XVI                                        | Cassà de la Selva Casa núm. 15                                | 41° 51′ 20″ N, 2° 51′ 37″ E / 41.855521°N,2.860410°E | IPA-20916     | Carregueu una nova foto d'aquest monument |
| Can Vilallonga                                                                        |             | Obra popular XVI, XVII                                  | Cassà de la Selva Casa núm. 18                                | 41° 52′ 47″ N, 2° 54′ 34″ E / 41.879808°N,2.909403°E | IPA-20917     | Can Vilallonga (Cassà de la Selva) · Vegeu més fotos d'aquest monument · Carregueu una nova foto d'aquest monument                             |
| Ca n'Oller                                                                            |             | Obra popular XVI                                        | Cassà de la Selva Casa núm. 17                                | 41° 51′ 13″ N, 2° 51′ 11″ E / 41.853479°N,2.853023°E | IPA-20918     | Carregueu una nova foto d'aquest monument |
| Mas Torras, Can Vilallonga Petit                                                      |             | Obra popular XVI, XVIII Final                           | Cassà de la Selva Casa núm. 21                                | 41° 52′ 27″ N, 2° 54′ 53″ E / 41.874284°N,2.914605°E | IPA-20919     | Carregueu una nova foto d'aquest monument |
| Can Bassets                                                                           |             | Obra popular XV, XVI                                    | Cassà de la Selva Casa núm. 22                                | 41° 52′ 31″ N, 2° 55′ 44″ E / 41.875226°N,2.928999°E | IPA-20920     | Carregueu una nova foto d'aquest monument |
| Can Bota                                                                              |             | Obra popular XV, XVI, XVIII                             | Cassà de la Selva                                             | 41° 52′ 23″ N, 2° 55′ 56″ E / 41.873188°N,2.932315°E | IPA-20921     | Carregueu una nova foto d'aquest monument |
| Can Vila-Vella                                                                        |             | Obra popular XIV, XVII                                  | Cassà de la Selva Casa núm. 16                                | 41° 51′ 08″ N, 2° 51′ 34″ E / 41.852298°N,2.859309°E | IPA-20922     | Carregueu una nova foto d'aquest monument |
| Can Barners                                                                           |             | Obra popular XVI, XVIII Mitjan                          | Cassà de la Selva Casa núm. 14                                | 41° 51′ 26″ N, 2° 51′ 41″ E / 41.857317°N,2.861508°E | IPA-20923     | Carregueu una nova foto d'aquest monument |
| Can Vall-llobera                                                                      |             | Obra popular XVI, XVIII                                 | Cassà de la Selva Casa núm. 2                                 | 41° 53′ 42″ N, 2° 52′ 38″ E / 41.895137°N,2.877087°E | IPA-20924     | Carregueu una nova foto d'aquest monument |
| Can Matabous, Mas Vallera                                                             |             | Obra popular, noucentisme XV, XVI, XX Mitjan            | Cassà de la Selva                                             | 41° 53′ 52″ N, 2° 52′ 18″ E / 41.897693°N,2.871663°E | IPA-20925     | Carregueu una nova foto d'aquest monument |
| Masia de Can Cassà                                                                    |             | Obra popular XVI                                        | Cassà de la Selva Casa núm. 10                                | 41° 53′ 08″ N, 2° 53′ 44″ E / 41.885594°N,2.895504°E | IPA-20927     | Carregueu una nova foto d'aquest monument |
| Masia de Can Torrent                                                                  |             | Obra popular XVI                                        | Cassà de la Selva Casa núm. 11                                | 41° 52′ 59″ N, 2° 53′ 40″ E / 41.883152°N,2.894520°E | IPA-20928     | Masia de Can Torrent (Cassà de la Selva) · Vegeu més fotos d'aquest monument · Carregueu una nova foto d'aquest monument                       |
| Masia de Can Dalmau                                                                   |             | Obra popular XVII, XVIII                                | Cassà de la Selva Casa núm. 15                                | 41° 52′ 33″ N, 2° 50′ 27″ E / 41.875867°N,2.840855°E | IPA-20929     | Carregueu una nova foto d'aquest monument |
| Can Piferrer                                                                          |             | Obra popular XVI, XVIII Mitjan                          | Cassà de la Selva Casa núm. 14                                | 41° 52′ 27″ N, 2° 50′ 34″ E / 41.874195°N,2.842769°E | IPA-20930     | Carregueu una nova foto d'aquest monument |
| Masia de Can Gruart                                                                   |             | Obra popular XVI, XVII                                  | Cassà de la Selva Casa núm. 11                                | 41° 51′ 19″ N, 2° 51′ 49″ E / 41.855334°N,2.863615°E | IPA-20931     | Carregueu una nova foto d'aquest monument |
| Mas Miquel                                                                            |             | Obra popular XVI                                        | Cassà de la Selva Casa núm. 28                                | 41° 52′ 56″ N, 2° 50′ 46″ E / 41.882310°N,2.846112°E | IPA-20932     | Carregueu una nova foto d'aquest monument |
| Can Tolosà, Ca la Conxa, Can Conxo                                                    | BCIL 1991   | Eclecticisme, modernisme XX                             | Cassà de la Selva C. Puigcogul, 21                            | 41° 53′ 16″ N, 2° 52′ 34″ E / 41.88779°N,2.87613°E   | IPA-20933     | Carregueu una nova foto d'aquest monument |
| Mas Rovirola i capella del Remei                                                      |             | Obra popular XVII, XVIII Mitjan                         | Cassà de la Selva Casa núm. 31                                | 41° 53′ 04″ N, 2° 50′ 40″ E / 41.884569°N,2.844570°E | IPA-20934     | Mas Rovirola i capella del Remei (Cassà de la Selva) · Vegeu més fotos d'aquest monument · Carregueu una nova foto d'aquest monument           |
| Molí d'en Vilallonga i aqüeducte                                                      | Part de ZIE | Obra popular XVIII                                      | Cassà de la Selva Al costat de la riera Vilallonga            | 41° 52′ 56″ N, 2° 54′ 50″ E / 41.88222°N,2.91401°E   | IPA-36737     | Molí d'en Vilallonga i aqüeducte (Cassà de la Selva) · Vegeu més fotos d'aquest monument · Carregueu una nova foto d'aquest monument           |
| Molí de la Capçana, o Molí de Verneda, Molí d'en Limbo                                |             | XVII                                                    | Cassà de la Selva Riera Verneda, després de la resclosa       | 41° 52′ 25″ N, 2° 53′ 31″ E / 41.87372°N,2.89189°E   | IPA-36738     | Carregueu una nova foto d'aquest monument |